# روبر واتیه
روبر واتیه (فرانسوی: Robert Vattier‎; ۲ اکتبر ۱۹۰۶ – ۹ دسامبر ۱۹۸۲) بازیگر اهل فرانسه بود. 
از فیلم‌ها یا برنامه‌های تلویزیونی که وی در آن نقش داشته‌است می‌توان به آتول کا، سزار، لا روند، رئیس جمهور و نامه‌های آسیای من اشاره کرد.